# Дзанардини, Джованни
Джова́нни Дзанарди́ни, Цанардини (итал. Giovanni Zanardini; 12 июня 1804 — 24 апреля 1878) — известный итальянский ботаник-альголог, по профессии — врач.

## Биография
Родился в Венеции; в этом городе протекла вся его деятельность, посвящённая изучению морских водорослей. Дзанардини получил степень доктора медицины в Падуе в 1831 году. Дзанардини был избран членом высшего учёного учреждения родного его города — Instituto veneto di Scienze, Lettre ed Arti. Учёная деятельность Дзанардини началась в 1834 г. появлением его описания водорослей венецианских лагун. Затем он переходит к изучению флоры Адриатического, Средиземного и Красного морей; далее он изучает в альгологическом отношении остров Борнео, северное побережье Индийского океана, Австралию. Несколько работ Дзанардини посвящены общим вопросам систематики водорослей. В 1862—76 гг. вышел капитальный труд Дзанардини, посвящённый флоре Адриатического и Средиземного моря, «Iconographia phycologica adriatica et mediterranea».
Вскоре после окончания этого труда Дзанардини умер.

## Память
Одна из видов бурых водорослей назван в честь Дзанардини — Zanardinia.

## Труды
Другие главнейшие его работы:
- «Synopsis algarum in mari adriatico» (1841);
- «Saggio di classificazione naturale delle Ficee» (1843);
- «Sulle coralli neae» (1844); «Plantae maris rubri» (1858);
- «Phycearum indicarum pugillus» (1872).